# 스콧 쇼
스콧 쇼(Scott Shaw, 1958년 9월 23일 ~ )는 미국의 배우, 영화 감독, 소설가, 태권도 선수, 시인, 영화 프로듀서이다.
할리우드에서 태어났다.

## 영화
- 건스 오브 엘 추파카브라 (1997년)
- 롤러게이터 (1996년)
- 향집정기안 (1992년)
- 플레이어 (1992년)
- 터미네이터 2:오리지널 (1991년)
- 블레이드 인 홍콩 (1985년)